# Epimorfismo (teoria das categorias)
Na teoria das categorias, epimorfismo generaliza o conceito de funções sobrejetivas ou de imagens "suficientemente grandes". Mais precisamente, um epimorfismo (ou epi) é um morfismo f : x → y numa categoria C com a propriedade de que
h ∘ f = k ∘ f implica h = k
sempre que z é objeto de C e h, k : y → z são morfismos paralelos. Brevemente, um epimorfismo é uma seta cancelável à direita da composição.
O conceito dual a epimorfismo é monomorfismo.
Nota de terminologia: Fora da teoria das categorias, "epimorfismo" pode referir-se a um homomorfismo sobrejetivo.

## Exemplos
- Na categoria dos conjuntos, na categoria dos grupos (e homomorfismos de grupos) e na categoria de espaços topológicos (e funções contínuas), os epimorfismos são precisamente os mapeamentos sobrejetivos.[2][4]
- Na categoria dos anéis, a inclusão ℤ → ℚ é um epimorfismo não sobrejetivo.[5]
- Na categoria dos espaços de Hausdorff, um mapeamento é epimorfismo precisamente quando sua imagem é densa no contradomínio.[4]

## Retração
Se g ∘ f = 1c para algumas setas f : c → d e g : d → c, f é chamada inversa à direita ou seção e g é chamada inversa à esquerda ou retração. Toda seção é monomorfismo e toda retração é epimorfismo.
Eis alguns exemplos de retrações:
- Na categoria dos conjuntos, as retrações são precisamente as funções sobrejetivas. (Inclusive, isto é uma das formulações do axioma da escolha.)[6]
- Na categoria dos módulos sobre um anel R, um homomorfismo φ : M → N é uma retração precisamente quando há sequência exata{\displaystyle 0\rightarrow \operatorname {nuc} \phi {\xrightarrow {\subseteq }}M{\xrightarrow {\phi }}N\rightarrow 0}que cinde, isto é, quando há diagrama comutativo{\displaystyle {\begin{array}{c l c l c l c l c}0&\rightarrow &\operatorname {nuc} \phi &\rightarrow &M&{\xrightarrow {\phi }}&N&\rightarrow &0\\&&\downarrow &&\downarrow &&\downarrow &&\\0&\rightarrow &M'_{1}&\rightarrow &M'_{1}\oplus M'_{2}&\rightarrow &M'_{2}&\rightarrow &0\end{array}}}no qual a setas verticais são isomorfismos, e as duas setas na linha de baixo são definidas por a ↦ (a, 0) e (a, b) ↦ b. (O módulo M "cinde-se" em N e o núcleo de φ.) Por isso, retrações são também chamadas de epimorfismos que cindem.[7]